# Hyrule Warriors
Hyrule Warriors, i Japan känt som Zelda Musō (ゼルダ無双 Zeruda Musō?), är ett hack 'n slash-actionspel som utvecklades i ett samarbete mellan Nintendo och Tecmo Koei, och är en crossover mellan de bägge företagens spelserier The Legend of Zelda respektive Dynasty Warriors.
Spelet gavs ut till Wii U av Tecmo Koei i Japan den 14 augusti 2014, och av Nintendo i övriga regioner i september 2014.

## Gameplay
Gameplayen i Hyrule Warriors liknar den i Dynasty Warriors-serien, medan figurer och miljöer är hämtade från The Legend of Zelda-serien. Spelaren styr en av flera figurer från The Legend of Zelda, och går i närstrid mot ett stort antal fiender åt gången. Det är ett större fokus på strider än i andra The Legend of Zelda-spel, och spelaren kan använda vanliga vapen från serien, såsom svärd och bomber, samt anfalla med attacker som är unika för sin figur, såsom Links snurrattack. Spelaren kan också, liksom i traditionella The Legend of Zelda-spel, hitta objekt i skattkistor.

### Spelbara figurer
Följande karaktärer är spelbara i Hyrule Warriors samt remaken Hyrule Warriors Legends.
Ytterligare 4 karaktärer kommer att släppas till båda spelen under 2016. 
| Karaktär     | Hyrule Warriors | Hyrule Warriors Legends | Originalspel        |
| ------------ | --------------- | ----------------------- | ------------------- |
| Link         | Tillgänglig     | Tillgänglig             | The Legend of Zelda |
| Impa         | Tillgänglig     | Tillgänglig             | Ocarina of Time     |
| Sheik        | Tillgänglig     | Tillgänglig             | Ocarina of Time     |
| Lana         | Tillgänglig     | Tillgänglig             | Hyrule Warriors     |
| Zelda        | Tillgänglig     | Tillgänglig             | The Legend of Zelda |
| Ganondorf    | Tillgänglig     | Tillgänglig             | Ocarina of Time     |
| Darunia      | Tillgänglig     | Tillgänglig             | Ocarina of Time     |
| Ruto         | Tillgänglig     | Tillgänglig             | Ocarina of Time     |
| Agitha       | Tillgänglig     | Tillgänglig             | Twilight Princess   |
| Midna        | Tillgänglig     | Tillgänglig             | Twilight Princess   |
| Zant         | Tillgänglig     | Tillgänglig             | Twilight Princess   |
| Fi           | Tillgänglig     | Tillgänglig             | Skyward Sword       |
| Ghirahim     | Tillgänglig     | Tillgänglig             | Skyward Sword       |
| Cia          | Gratis AOC      | Tillgänglig             | Hyrule Warriors     |
| Volga        | Gratis AOC      | Tillgänglig             | Hyrule Warriors     |
| Wizzro       | Gratis AOC      | Tillgänglig             | Hyrule Warriors     |
| Twili Midna  | Köpbar AOC      | Tillgänglig             | Twilight Princess   |
| Young Link   | Köpbar AOC      | Tillgänglig             | Ocarina of Time     |
| Tingle       | Köpbar AOC      | Tillgänglig             | Majora's Mask       |
| Linkle       | Köpbar AOC      | Tillgänglig             | Hyrule Warriors     |
| Skull Kid    | Köpbar AOC      | Tillgänglig             | Majora's Mask       |
| Toon Link    | Köpbar AOC      | Tillgänglig             | The Wind Waker      |
| Tetra        | Köpbar AOC      | Tillgänglig             | The Wind Waker      |
| King Daphnes | Köpbar AOC      | Tillgänglig             | The Wind Waker      |
| Medli        | Gratis AOC      | Gratis AOC              | The Wind Waker      |
| Marin        | Köpbar AOC      | Köpbar AOC              | Link's Awakening    |

## Utveckling
Hyrule Warriors tillkännagavs den 18 december 2013 i en Nintendo Direct-sändning. Nintendos president Satoru Iwata poängterade att spelet inte är det kommande The Legend of Zelda-spelet till Wii U som Nintendo annonserade i januari 2013, utan bara en spinoff. Trots det produceras Hyrule Warriors av Eiji Aonuma, som har utvecklat flera spel i huvudserien.

## Hyrule Warriors Legends
På Nintendos Digital Event under E3 2015 avslöjade de att det kommer att släppas en portning av Hyrule Warriors, kallad Hyrule Warriors Legends, till Nintendo 3DS. Portningen kommer att omfatta hela Wii U-versionen och kommer dessutom att ha med element och karaktärer från The Wind Waker. Bekräftade nya karaktärer är hittills Tetra och King of Hyrule. Spelet kommer också att tillåta att man byter karaktär under en strid.